# Deiphobe
Deiphobe es un género de mantodeos perteneciente a la familia Mantidae. Es originario de Asia y Australia.

## Especies
Comprende las siguientes especies:
- Deiphobe australiana
- Deiphobe brevipennis
- Deiphobe brunneri
- Deiphobe incisa
- Deiphobe indica
- Deiphobe infuscata
- Deiphobe longipes
- Deiphobe mesomelas
- Deiphobe yunnanensis